# Pandora FMS
Pandora FMS (on FMS ve de Flexible Monitoring System) és un programari de codi obert que monitora i mesura qualsevol tipus d'elements, sistemes, aplicacions o dispositius. Permet saber l'estat de cada element. Pandora FMS està publicat sota llicència GNU General Public License (GPL2) i GNU Lesser Licence v2 (LGPLv2). Pandora FMS és OpenSource, tot i que també disposa d'una llicència comercial per a professionals (enterprise). La primera versió estable va ser llençada el 14 d'octubre del 2004 sota el nom “Pandoramon”.
Al novembre de 2017 Pandora FMS va ser reconegut per elecció de la comunitat d'usuaris de SourceForge com a projecte del mes, com una solució de monitorització a nivell empresarial i llest per utilitzar per mitjà de la seva descàrrega en format de imatge ISO des d'aquest lloc web.

## Versió actual
L'última versió estable és la 7.0 NG 742 que presenta les següents característiques y millores: S'ha actualitzat a la versió cURL 7.635.3. S'han solucionat errors en els taulers de taula privats.